# Anton Morosani
Anton „Toni“ Morosani (* 20. Juni 1907 in Davos; † 8. Juni 1993 ebenda) war ein Schweizer Eishockeyspieler.   

## Karriere
Anton Morosani nahm für die Schweizer Nationalmannschaft an den Olympischen Winterspielen 1928 in St. Moritz teil, bei denen er mit seiner Mannschaft die Bronzemedaille gewann. Zudem stand er im Aufgebot seines Landes bei den Europameisterschaften 1926 und 1932. Bei der EM 1926 gewann er mit seiner Mannschaft die Gold-, bei der EM 1932 die Bronzemedaille.  
Auf Vereinsebene spielte Morosani von 1925 bis 1932 beim HC Davos, von 1932 bis 1933 beim Akademischen EHC Zürich und von 1933 bis 1938 beim Grasshopper Club Zürich in der Schweiz. Mit dem HC Davos gewann er sechs Meistertitel (1926, 1927, 1929, 1930, 1931 und 1932) und errang einen Sieg am Spengler Cup (1927).

## Erfolge und Auszeichnungen
- 1926 Goldmedaille bei der Europameisterschaft
- 1928 Bronzemedaille bei den Olympischen Winterspielen
- 1932 Bronzemedaille bei der Europameisterschaft